# Asama
Asama (jap. 浅間山 Asama-yama) – aktywny wulkan w środkowej części Honsiu, głównej wyspy Japonii.
Znajduje się na granicy prefektur Gunma i Nagano. Wysokość tego wulkanu wynosi 2 568 m n.p.m.
Ostatnia erupcja nastąpiła 2 lutego 2009 roku. Inne silne wybuchy miały miejsce w latach: 685, 1108, 1783 oraz 1972.
Na wschodnim stoku znajduje się obserwatorium wulkaniczne należące do Uniwersytetu Tokijskiego.
Asama znajduje się na liście „100 słynnych gór w Japonii”.